# 20th Century Girl
Pour plus de détails, voir Fiche technique et Distribution.
20th Century Girl (20세기 소녀, 20segi sonyeo) est un film sud-coréen réalisé par Bang Woo-ri, sorti en 2022.

## Synopsis
En 1999, Na Bo-ra est une lycéenne de dix-sept ans à la personnalité solaire. Sa meilleure amie, Yeon-du, qui se prépare à se rendre aux États-Unis pour une opération du cœur, lui déclare soudain qu'elle ne peut pas partir car elle est tombée amoureuse d'un garçon de leur école qu'elle connaît sous le nom de Baek Hyun-jin. Bo-ra promet alors de suivre Baek Hyun-jin, de découvrir tout ce qu'il y a à savoir sur lui et d'envoyer par courrier électronique ce qu'elle aura découvert. Rassurée, Yeon-du s'en va finalement. Bo-ra se rapproche de plus en plus de Woon-ho, un ami de Yeon-du.

## Fiche technique
- Titre : 20th Century Girl
- Titre original : 20세기 소녀 (20segi sonyeo)
- Réalisation : Bang Woo-ri
- Scénario : Bang Woo-ri
- Photographie : Jo Yeong-jik
- Montage : Yang Jin‑mo
- Production : Syd Lim
- Société de production : CJ Entertainment et Yong Film
- Pays :  Corée du Sud
- Genre : Drame, romance et teen movie
- Durée : 119 minutes
- Dates de sortie : 
  - Netflix : 21 octobre 2022

## Distribution
- Kim Yoo-jung : Na Bo-ra
- Byeon Woo-seok : Poong Woon-ho
- Park Jung-woo : Baek Hyun-jin
- Roh Yoon-seo : Kim Yeon-du
- Han Hyo-joo : Na Bo-ra (à l'époque présente)
- Lee Beom-su : Hak-joo
- Ryu Seung-ryong : le père de Woon-ho
- Gong Myoung : Jung Woon-Ho
- Ong Seong-wu : Jo-sep

## Distinctions
Le film a été nommé au Baeksang Arts Award du meilleur espoir masculin pour Byeon Woo-seok.